# Invisible (canção de Hunter Hayes)
"Invisible" é uma canção do artista norte-americano Hunter Hayes, gravada para o seu segundo álbum de estúdio, Storyline. O seu lançamento ocorreu em 26 de janeiro de 2014 através da Atlantic Records, como primeiro single do disco.

## Antecedentes e composição
Em 24 de janeiro de 2014, Hayes disse em entrevista ao Entertainment Tonight que iria estrear o single de avanço, "Invisible", do seu segundo álbum de estúdio no Grammy Awards de 2014. Hayes também comentou que a letra era autobiográfica, afirmando "Eu era um geek total. Eu era um nerd total. Eu ainda sou e tenho orgulho disso, mas admito, me levou algum tempo para perceber que está tudo bem ser orgulhoso disso." Três dias depois, quando passava no tapete vermelho da premiação, Hayes disse em entrevista à VH1 que a canção "É sobre ser mal interpretado. É sobre ser os excluídos e os totais totós, que sempre foram e continuam a ter muito orgulho".
"Invisible" foi composta por Hayes, com o auxilio de Katrina Elam e Bonnie Baker. A faixa de tempo moderado, inclui elementos dos estilos country pop e pop rock. De acordo com a partitura publicada pela Universal Music Publishing Group, a música foi escrita em compasso simples, num andamento moderado com um metrônomo de 78 batidas por minuto. Composta na chave de ré bemol maior com o alcance vocal que vai desde da segunda nota baixa de lá, para a nota de alta de si. Exemplos de versos de "Invisible" são Corredores lotados são os lugares solitários/ Para deslocados e rebeldes/ Ou alguém que apenas se atreve a ser diferente.

## Recepção crítica
As críticas após o lançamento da faixa foram geralmente positivas. Um redator, escrevendo para o The Guardian, comentou que "a canção é anódina, segura e sem graça." Ariana Igneri do The Heights explicou o significado lírico por detrás da canção, dizendo que é sobre "qualquer um que apenas se atreve a ser diferente." Igneri afirmou que a faixa, conduzida unicamente pelo piano, é semelhante ao seu hit "Wanted", com seus versos suaves e refrões dilatados, mas bate em profundezas emocionais não plenamente realizadas em sua obra anterior. Jill Menze, escrevendo para Billboard, escreveu que no primeiro single de seu segundo álbum, Hayes revela uma camada de vulnerabilidade que é rada pra um recém-chegado no country. Menze encerrou a revisão destacando que a música é muito adolescente, e talvez um toque de emo. Markos Papadatos do Digital Journal escreveu que "suas letras são emocionantes, poderosas e inspiradoras", bem como há convicção de Hayes, observando que a canção indica crescimento e maturidade em relação ao seu debute.

## Apresentações ao vivo
A divulgação da música começou com a primeira performance ao vivo no Grammy Awards de 2014, onde o artista introduziu a música tocando piano e depois foi ao centro do palco onde situava-se o microfone para apresentar a canção. Enquanto Hayes cantava a faixa, citações de artistas como Lady Gaga, Steve Jobs, John Lennon e Johnny Depp, espelhando a letra da canção, passavam em um telão. Em 21 de março seguinte, o artista apresentou a canção no programa televisivo The Ellen DeGeneres Show.

## Vídeo musical
O vídeo musical para "Invisible" foi dirigido por Ray Kay. Estreou ao vivo no Good Morning America em 12 de março de 2014, sendo mais tarde disponibilizado nos canais televisivos Country Music Television, MTV, VH1 e Nickelodeon. O vídeo musical inicia-se com o artista cantando em um posto de gasolina desolado, sendo logo intercalado por uma cena onde um menino é intimidado na escola. Hayes prossegue cantando enquanto as cenas são vislumbradas mostrando a vida de várias pessoas sofrendo, incluindo um menino vão à procura de comida em seu apartamento escasso, uma garota hostilizada com bolas de papel na escola, uma mulher se sentido desconfortável com seu chefe e uma mãe incapaz de chegar ao seu filho. Segundo Jason Scott do site Examiner, o teledisco "trouxe uma vibe legal para o produto final, como uma forma de ilustrar visualmente as emoções invisíveis  que algumas pessoas sentem. Indivíduos de todas as idades, raças e origens serão apresentados, permitindo que a forte mensagem seja sentida em todo o mundo."

## Faixas e formatos
| Download digital |             |         |  |
| N.º              | Título      | Duração |  |
| 1.               | "Invisible" | 3:26    |  |

## Desempenho nas tabelas musicais
Com menos de dois dias sendo comercializada, "Invisible" vendeu 35 mil cópias e estreou na vigésima quarta posição da tabela genérica norte-americana Country Songs, superando as estreias dos seus singles anteriores "Somebody's Heartbreak" e "I Want Crazy" que alinharam-se nos números 29 e 36, respectivamente.
| País/Parada (2014)                 | Melhor posição |
| ---------------------------------- | -------------- |
| Canadá (Canadian Hot 100)          | 26             |
| Estados Unidos (Billboard Hot 100) | 44             |
| Estados Unidos (Country Songs)     | 4              |
| Estados Unidos (Country Airplay)   | 19             |
| Japão (Japan Hot 100)              | 17             |

## Histórico de lançamento
| País           | Data                  | Formato          | Editora discográfica |
| -------------- | --------------------- | ---------------- | -------------------- |
| Canadá         | 26 de janeiro de 2014 | Download digital | Atlantic Records     |
| Estados Unidos | 26 de janeiro de 2014 | Download digital | Atlantic Records     |